# Ctenoplusia rhodographa
Ctenoplusia rhodographa är en fjärilsart som beskrevs av Claude Dufay 1968. Ctenoplusia rhodographa ingår i släktet Ctenoplusia och familjen nattflyn. Inga underarter finns listade i Catalogue of Life.